# Кукіня
Кукіня (пол. Kukinia, нім. Alt Quetzin) — село в Польщі, у гміні Устроне-Морське Колобжезького повіту Західнопоморського воєводства.
Населення — 249 осіб (2011).
У 1975-1998 роках село належало до Кошалінського воєводства.

## Демографія
Демографічна структура станом на 31 березня 2011 року:
|          | Загалом | Допрацездатний вік | Працездатний вік | Постпрацездатний вік |
| -------- | ------- | ------------------ | ---------------- | -------------------- |
| Чоловіки | 116     | 23                 | 84               | 9                    |
| Жінки    | 133     | 39                 | 71               | 23                   |
| Разом    | 249     | 62                 | 155              | 32                   |